# Nhóm ngôn ngữ Anh-Frisia
Nhóm ngôn ngữ Anh-Frisia là nhóm ngôn ngữ thuộc Chi ngôn ngữ German phía Tây bao gồm nhóm ngôn ngữ gốc Anh (hoặc nhóm ngôn ngữ Anh) và nhóm ngôn ngữ Frisia.
Nhóm ngôn ngữ Anh-Frisia khác biệt với các ngôn ngữ German Tây khác do một số thay đổi ngữ âm: ngoài luật tiêu giảm âm mũi Ingvaeon (mà cũng hiện diện trong tiếng Hạ Đức), sự trước hoá Anh-Frisia và sự vòm hoá âm /k/ (mà hầu như chỉ có trong nhóm ngôn ngữ Anh-Frisia).
Tiếng Anh-Frisia sớm và tiếng Saxon cổ được nói bằng cách giao tiếp liên tộc, dẫn đến những đặc điểm ngôn ngữ được chia sẻ thông qua sự đồng hóa. Tiếng Anh và tiếng Frisia có một tổ tiên gần trước khi phân tách. Điều kiện địa lý đã cô lập những người định cư tại Đảo Anh khỏi châu Âu lục địa, ngoại trừ sự tiếp xúc với các cộng đồng có khả năng giao thông thủy. Điều này dẫn đến ảnh hưởng ngôn ngữ của tiếng Bắc Âu cổ và tiếng Norman lên tiếng Anh hiện đại, trong khi người Frisia hiện đại có thể tiếp xúc với các dân tộc German từ phía nam, bị giới hạn ở lục địa này.

## Phân loại
Cây ngôn ngữ Anh-Frisia:
- Anh-Frisia 
  - Anh
    - Tiếng Anh
    - Tiếng Scotland
    - Tiếng Yola (biến mất)
    - Fingal (biến mất)

  - Frisia
    - Tây Frisia
    - Đông Frisia
      - Frisia Saterland (phương ngữ còn lại cuối cùng của Đông Frisia)

    - Bắc Frisia

## Phân nhóm thay thế
Ingvaeon, còn được gọi là German Biển Bắc, là một nhóm các Chi ngôn ngữ German phía Tây bao gồm tiếng Frisia cổ, tiếng Anh cổ và tiếng Saxon cổ.
Nó không được coi là một ngôn ngữ nguyên thủy đơn nhất, mà là một nhóm phương ngữ liên quan chặt chẽ nhau, cùng nhau trải qua một số thay đổi mang tính khu vực tương đồng đồng thời.
Nhóm này lần đầu tiên được đề xuất trong Nordgermanen und Alemannen (1942) của nhà ngôn ngữ học kiêm triết học gia người Đức Friedrich Maurer (1898-1984), như là một giải pháp thay thế cho sơ đồ cây vốn đã trở nên phổ biến sau công trình của nhà ngôn ngữ học thế kỷ 19 August Schleicher (trong đó giả định sự tồn tại của nhóm Anh-Frisia).